# Gaultois
Gaultois is een gemeente (town) in de Canadese provincie Newfoundland en Labrador. De gemeente ligt op Long Island, een eiland voor de zuidkust van Newfoundland.

## Geografie
Gaultois ligt aan het zuidoostelijke uiteinde van Long Island, aan de oevers van Hermitage Bay. Het is sinds de hervestigingen van de jaren 1950 en 1960 de enige bewoonde plaats op het eiland. Gaultois heeft geen conventionele straten vanwege de erg kleine afstanden en vanwege het ontbreken van auto's in de outport (met uitzondering van quads).  

## Demografie
Demografisch gezien is Gaultois, net zoals de meeste kleine dorpen op Newfoundland, aan het krimpen. Als uitsluitend via boot of helikopter bereikbare gemeenschap laat deze bevolkingsdaling zich er nog sterker voelen dan elders. Tussen 1986 en 2021 daalde de bevolkingsomvang van Gaultois van 583 naar 100. Dat komt neer op een daling van 483 inwoners (-83%) in 35 jaar tijd.
| Demografische ontwikkeling van Gaultois tussen 1951 en 2021                |
| -------------------------------------------------------------------------- |
|                                                                            |
| Bron: Statistics Canada (1951–1986, 1991–1996, 2001–2006, 2011–2016, 2021) |

## Gezondheidszorg
Gezondheidszorg wordt in de gemeente aangeboden door het Gaultois Community Health Centre. Deze lokale zorginstelling valt onder de bevoegdheid van de gezondheidsautoriteit Central Health en biedt de inwoners uit de omgeving basale eerstelijnszorg aan.

## Galerij

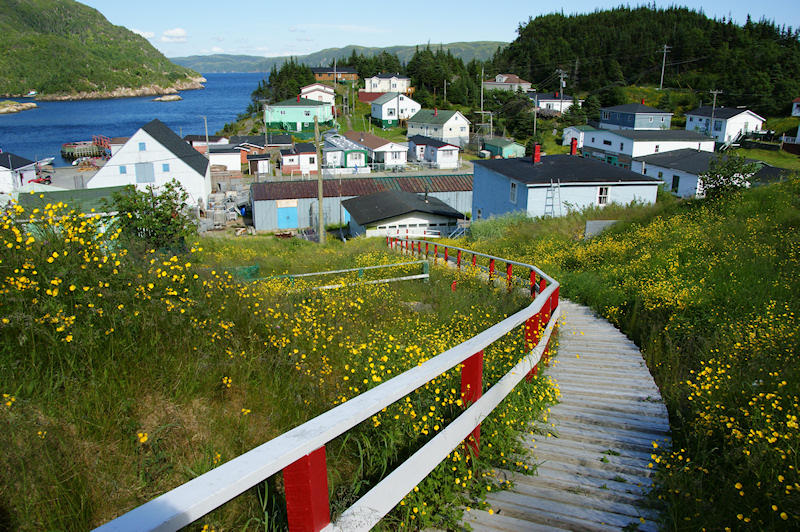
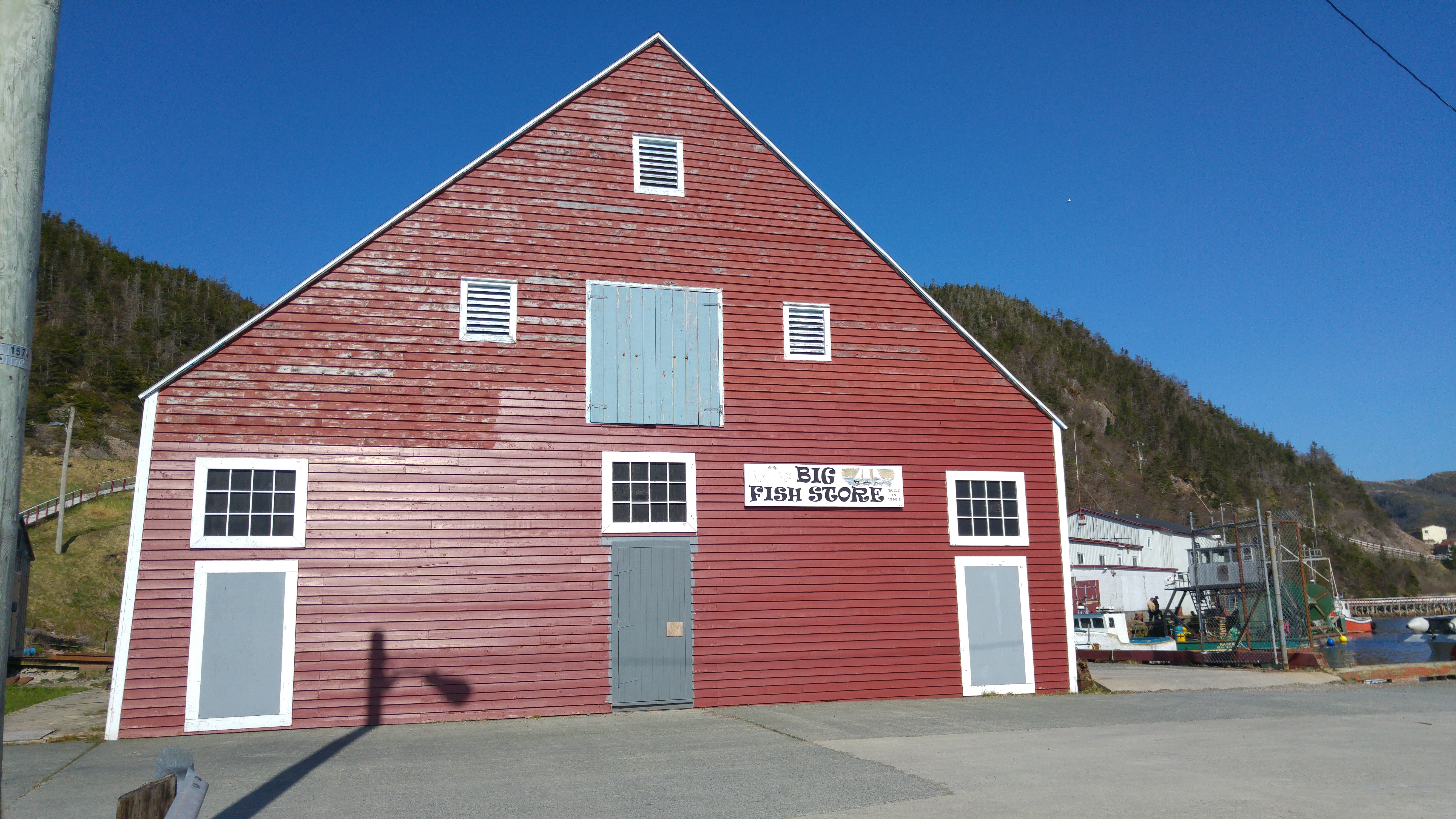
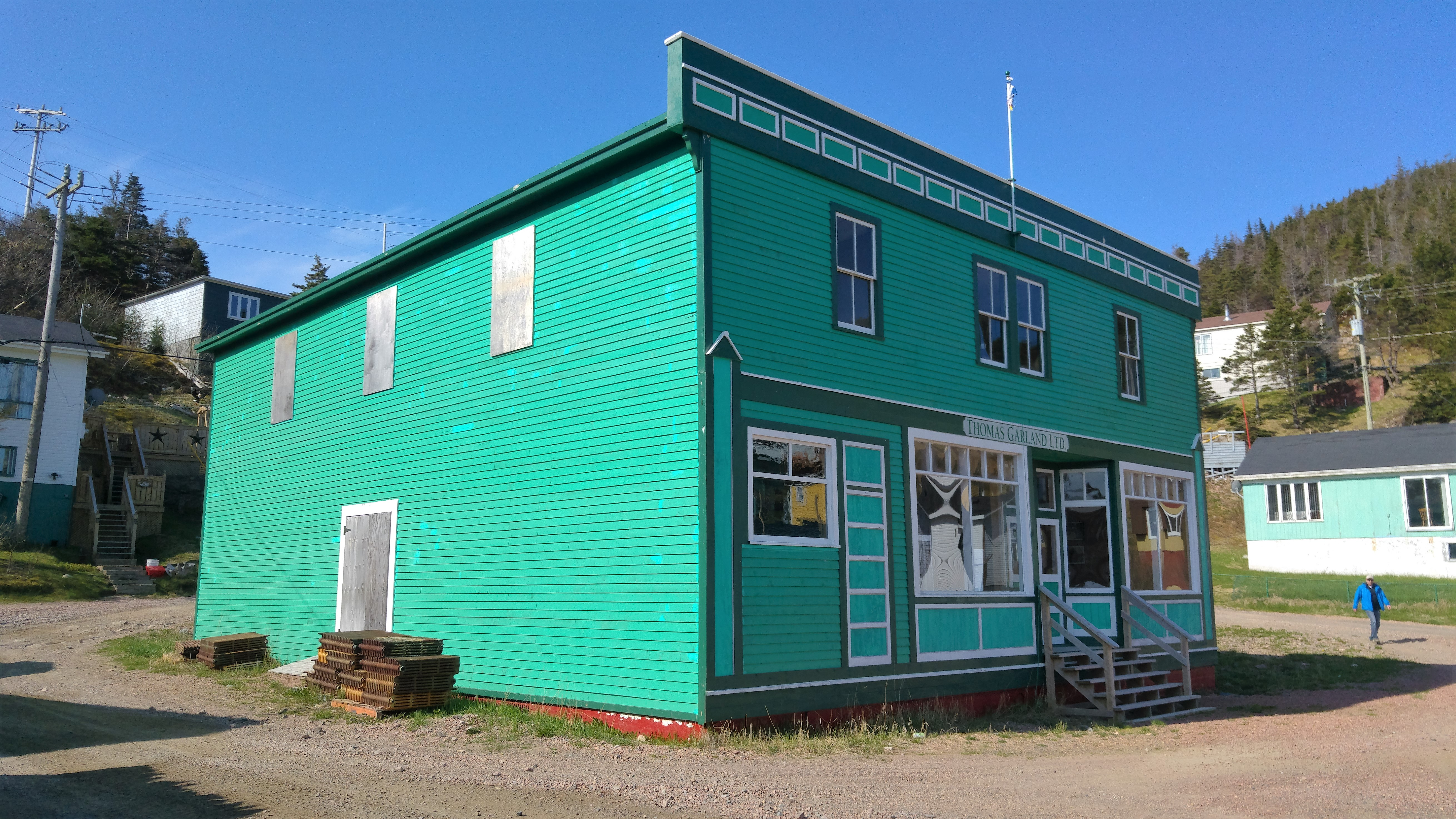